# Agelasta striata
Agelasta striata là một loài bọ cánh cứng trong họ Cerambycidae.